# Thorleif Torstensson
Sven Thorleif Georg Torstensson, född 26 juni 1949 i Klavreström i Nottebäcks församling, död 10 januari 2021 i Östra Karups distrikt, var en svensk sångare, saxofonist och gitarrist. Han var frontman i dansbandet Thorleifs.
Torstensson var med i dansbandet Thorleifs från starten 1962 och till gruppens upplösning 2012. Han fortsatte uppträda med bandets låtar i några år efter upplösningen. Han hade även en liten gästroll i TV-serien Rederiet.[källa behövs]
År 2003 tilldelades han Guldklaven i kategorin Årets blåsare och 2019 fick han juryns specialpris.
Torstensson avled av covid-19 efter att ha vårdats en vecka på sjukhus i Halmstad.

## Filmografi, i urval

### TV
- ? – Rederiet – gästroll
- 2009 – Kändisdjungeln – deltagare